# Les Cinq Sous de Lavarède
Pour les articles homonymes, voir Les Cinq Sous de Lavarède (homonymie).
Les Cinq Sous de Lavarède est un roman d'aventures français coécrit par Paul d'Ivoi et Henri Chabrillat et paru en 1894. Le roman fut le premier à faire largement connaître Paul d'Ivoi. Il est aussi le premier roman d'une série d'aventures intitulée Voyages excentriques, dans la lignée des Voyages extraordinaires de Jules Verne qui paraissent à la même période.

## Synopsis
L'histoire commence en France vers la fin du XIXe siècle. Armand Lavarède est un jeune journaliste prodigue et harcelé par ses créanciers, dont le plus féroce est un nommé Bouvreuil, son actuel propriétaire. Celui-ci souhaite le voir épouser sa fille unique Pénélope contre quittance de ses dettes. Mais Lavarède reçoit une lettre le désignant héritier potentiel de Jean Richard, son riche cousin établi dans le Devonshire, prêt à lui léguer toute sa fortune, c'est-à-dire 4 millions de francs. L'héritage comporte toutefois une condition : pour obtenir sa fortune, Lavarède doit d'abord réussir à faire le tour du monde avec seulement cinq sous (soit vingt-cinq centimes) en poche, en un an, jour pour jour ! Lavarède relève le défi. Sir Murlyton, proche voisin du défunt cousin, est désigné pour le surveiller et l'accompagner dans son périple pour que la condition prescrite soit bien respectée. Son intérêt étant qu'il se verra désigné comme légataire universel au lieu et place de Lavarède si celui-ci échoue. Cependant Lavarède bénéficie du soutien inattendu de Miss Aurett, la fille de sir Murlyton. 
Dès lors, Lavarède va devoir multiplier les ruses pour réussir le défi avec le budget incroyablement restreint qui lui a été imposé. Il entame ainsi son voyage par une traversée de l'océan Atlantique sur le paquebot transatlantique Lorraine en tant que passager clandestin. Il pourra bien sûr compter sur l'hostilité de Bouvreuil qui, ayant eu vent de sa course à l'héritage tentera sans relâche de lui mettre des bâtons dans les roues pour le voir échouer et rentrer bredouille à Paris en le suppliant d'épouser sa fille.

## Histoire éditoriale
Le roman est édité en 1894 chez le libraire Furne par les éditeurs Jouvet et compagnie ; il est accompagné de 87 gravures dans le texte et de 20 grandes compositions hors texte d'après des dessins de Lucien Métivet, ainsi que d'une carte montrant le voyage de Lavarède. Le roman est régulièrement réédité jusqu'à la fin du XXe siècle, d'abord chez Boivin à plusieurs reprises, puis chez Combet et compagnie, puis dans des éditions à bon marché chez Tallandier, puis en format poche chez J'ai lu dans les années 1980. Le roman est désormais entré dans le domaine public. En 2014, le roman n'est plus édité en édition papier mais peut se consulter sur Internet.

## Suites
Après le succès des Cinq Sous de Lavarède, Paul d'Ivoi met à nouveau en scène les personnages du roman dans plusieurs de ses romans suivants de la série des Voyages excentriques. Ainsi le deuxième volume de la série, paru en 1897, est d'abord intitulé Cousin de Lavarède ! avant d'être retitré Le Diamant d'Osiris. Des personnages comme Armand Lavarède, Aurette et Robert Lavarède réapparaissent encore par exemple dans Corsaire Triplex en 1898.

## Adaptations

### Au cinéma
Le roman fut adapté au cinéma à plusieurs reprises. Une première adaptation en film muet, Les Cinq Sous de Lavarède, est réalisée par Henri Andréani en 1913. Une autre, également en film muet, Les Cinq Sous de Lavarède, est réalisée par Maurice Champreux en 1927. La première adaptation en cinéma parlant, toujours intitulée Les Cinq Sous de Lavarède, est réalisée par Maurice Cammage en 1938 avec Fernandel dans le rôle-titre.

### En bande dessinée
Une version abrégée et modernisée, intitulée Les 100 sous de Gonfaron, fut réalisée par Paul Gillon à partir de la série télévisée Le Temps des Copains.
Une adaptation libre de l'intrigue du roman par René Pellos a été publiée en 2003 aux éditions Angoulême C.R.D.

### A la radio
Une adaptation radiophonique , diffusée sur France Culture en avril 1981 Adaptation Philippe Derrez - Bruitage Louis Matabon - Chef d'orchestre Raymond Chevreux - Interprétation Dominique Paturel (Lavarède), Evelyne Dandry (Miss Aurett), Philippe Clay (Sir Murlyton), Philippe Derrez (Bouvreuil), Nadia Barentin, Monique Gérard (Pénélope), Véra Feyder, Maurice Bourbon, Alain Chamrobert, Jacques Lalande, Jacques Maire, Jean Péméja, Marcel Charvey (Maître Panabert) et Bernard Musson - Réalisation Georges Godebert
épisodes  1, 2 et 3 rediffusés le 05/01/2020